# Yukio
Yukio (jap. ゆきお, ユキオ) – męskie imię japońskie.

## Znane osoby
- Yukio Aoshima (幸男), japoński polityk
- Yukio Edano (幸男), japoński polityk
- Yukio Endō (幸雄), japoński gimnastyk
- Yukio Hatoyama (由紀夫), japoński polityk
- Yukio Kasaya (幸生), japoński skoczek narciarski
- Yukio Kudō (幸雄), japoński poeta, romanista, polonista, profesor Akademii Sztuk Pięknych Tama
- Yukio Mishima (由紀夫), japoński prozaik, poeta, dramaturg i eseista

## Fikcyjne postacie
- Yukio Oikawa, bohater anime Digimon Adventure 02
- Yukio Okumura (雪男), bohater mangi i anime Ao no Exorcist
- Yukio Tanaka (幸雄), bohater mangi i anime BECK: Mongolian Chop Squad